# Зомбиленд
Зомбиленд (енгл. Zombieland) је америчка зомби комедија из 2009. године, у режији Рубена Флајшера, снимљена по сценарију Рета Риса и Пола Верника. Радња прати групу преживелих који током зомби апокалипсе путују према југозападу САД покушавајући да пронађу уточиште.
Филм је наишао на добар пријем код критичара и остварио је велики успех на биоскопским благајнама. Наставак, Повратак у Зомбиленд, премијерно је приказан 2019. године.

## Радња
Туњави студент Kоламбус (Џеси Ајзенберг) је преживео пошаст која је претворила људски род у зомбије-људождере, само зато што се боји свега и свачега. Вешт на пиштољу, љубитељ Твинкија, Талахаси (Вуди Харелсон) не боји се ничега. Њих двојица ће се суочити са најужаснијим изазовом; друштвом оног другог. У овој урнебесној комедији пуној обрта, њима се придружују Вичита (Ема Стоун) и Литл Рок (Абигејл Бреслин).

## Улоге
| Глумац          | Улога                   |
| --------------- | ----------------------- |
| Џеси Ајзенберг  | Коламбус                |
| Вуди Харелсон   | Талахаси                |
| Ема Стоун       | Вичита/Криста           |
| Абигејл Бреслин | Литл Рок                |
| Амбер Херд      | 406                     |
| Бил Мари        | глуми себе              |
| Мајк Вајт       | власник бензинске пумпе |